# Ptilodactyla irregularis
Ptilodactyla irregularis là một loài bọ cánh cứng trong họ Ptilodactylidae. Loài này được Pic miêu tả khoa học năm 1928.